# 陈奂生上城
《陈奂生上城》是高晓声所写的短篇小说，发表于1980年第2期的《人民文学》，是陈奂生系列小说的第二篇。以陈奂生为主题的小说还有《漏斗户主》、《陈奂生转业》、《陈奂生包产》等。1982年被拍成同名电影。全书是以喜剧笔调写成，作者自己说：“我写《陈奂生上城》，我的情绪轻快而又沉重，高兴又慨叹。我轻快、我高兴的是，我们的境况改善了，我们终于前进了；我沉重、我慨叹的是，无论是陈奂生们或我自己，都还没有从因袭的重负中解脱出来。”

## 情节
“漏斗户主”陈奂生早已温饱，但他不会说话，因此很羡慕那些口齿伶俐的人。他要进城去卖油绳，用赚的钱去买一顶帽子——四十五年来的第一顶帽子。陈奂生按照别人告诉他的经验，在下午六点到达县城之后，不急着做生意，先是买杯热茶吃掉自己带的饼子，然后去逛百货公司，找适合自己的帽子。直到八点钟，才到火车站摆出自己的商品。在十点三十分以后，一会儿就卖完了油绳，虽然不知被哪个贪小便宜的人偷了一根，少了三角钱。然而，就在他打算收拾包裹走的时候，突然头痛发热、嗓子冒烟、浑身无力。他挣扎着喝了几口水，就在椅子上昏睡过去了。
曾经在村里插过队的县委书记吴楚发现了他，把他安顿在招待所。醒过来的陈奂生，对周围的一切都感到好奇。当他发现住一晚上的钱相当于两顶帽子时，十分心疼。他重新回到房间，想到自己花了五块钱，就大摇大摆地穿着脏鞋走进去，然后，毫不客气地坐在太师椅上，倒了一杯开水吃自己带来的饼。看到弹簧太师椅（沙发）竟然没有瘪下去，便故意使劲坐了三次。他把提花枕巾拿起来擦了脸，然后衣服也不脱，蒙上被头就想睡。到底还是买帽子要紧，于是直奔百货公司，把剩下的本钱买了一顶帽子。
回村之后，陈奂生把城里见到的稀奇事讲给众人听。结果，他的地位明显提高了，做事也比以前方便了。